# Rally de Jordania de 2010
El Rally de Jordania de 2010, oficialmente 28th Jordan Rally, fue la 28.ª edición y la tercera ronda de la temporada 2010 del Campeonato Mundial de Rally. Se celebró en las cercanías del mar muerto entre los días 1 y 3 de abril y contó con un itinerario de veintiún tramos sobre tierra que sumaban un total de 339.48 km cronometrados.
El piloto finés Kimi Räikkönen, que terminó en la octava posición y sumó cuatro puntos, se convirtió en el segundo piloto de Fórmula 1 que sumó puntos en un rally del campeonato del mundo, tras Carlos Reutemann en 1980.

## Itinerario y ganadores
| Día       | Tramo | Hora  | Tramo          | Distancia | Ganador            | Tiempo  | Vel. media  | Líder rally                       |
| --------- | ----- | ----- | -------------- | --------- | ------------------ | ------- | ----------- | --------------------------------- |
| 1 (1 Abr) | SS1   | 11:28 | Rumman Forest  | 15.34 km  | Jari-Matti Latvala | 12:12.1 | 75.43 km/h  | Jari-Matti Latvala                |
| 1 (1 Abr) | SS2   | 12:26 | Wadi Shueib 1  | 8.65 km   | Jari-Matti Latvala | 7:05.2  | 73.24 km/h  | Jari-Matti Latvala                |
| 1 (1 Abr) | SS3   | 12:54 | Mahes 1        | 20.44 km  | Dani Sordo         | 14:44.1 | 83.23 km/h  | Dani Sordo                        |
| 1 (1 Abr) | SS4   | 13:37 | Mount Nebo 1   | 11.09 km  | Petter Solberg     | 8:16.3  | 80.44 km/h  | Jari-Matti Latvala                |
| 1 (1 Abr) | SS5   | 15:50 | Wadi Shueib 2  | 8.65 km   | Jari-Matti Latvala | 6:44.1  | 77.06 km/h  | Jari-Matti Latvala                |
| 1 (1 Abr) | SS6   | 16:13 | Mahes 2        | 20.44 km  | Petter Solberg     | 14:17.7 | 85.79 km/h  | Jari-Matti Latvala                |
| 1 (1 Abr) | SS7   | 16:56 | Mount Nebo 2   | 11.09 km  | Sébastien Loeb     | 8:00.6  | 83.07 km/h  | Jari-Matti Latvala                |
| 2 (2 abr) | SS8   | 08:11 | Suwayma 1      | 10.49 km  | Sébastien Loeb     | 5:13.7  | 120.38 km/h | Jari-Matti Latvala                |
| 2 (2 abr) | SS9   | 08:51 | Kafrain 1      | 17.20 km  | Petter Solberg     | 11:54.0 | 86.72 km/h  | Jari-Matti Latvala                |
| 2 (2 abr) | SS10  | 09:49 | Jordan River 1 | 41.45 km  | Sébastien Loeb     | 27:38.4 | 89.98 km/h  | Jari-Matti Latvala                |
| 2 (2 abr) | SS11  | 12:50 | Suwayma 2      | 10.49 km  | Sébastien Loeb     | 5:13.7  | 120.38 km/h | Sébastien Loeb Jari-Matti Latvala |
| 2 (2 abr) | SS12  | 13:30 | Kafrain 2      | 17.20 km  | Petter Solberg     | 11:43.3 | 88.04 km/h  | Sébastien Loeb                    |
| 2 (2 abr) | SS13  | 14:28 | Jordan River 2 | 41.45 km  | Sébastien Loeb     | 27:10.0 | 91.55 km/h  | Sébastien Loeb                    |
| 3 (3 Abr) | SS14  | 08:20 | Yakrut 1       | 14.16 km  | Sébastien Loeb     | 8:30.4  | 99.87 km/h  | Sébastien Loeb                    |
| 3 (3 Abr) | SS15  | 08:50 | Bahath 1       | 12.53 km  | Petter Solberg     | 9:30.3  | 79.10 km/h  | Sébastien Loeb                    |
| 3 (3 Abr) | SS16  | 09:33 | Shuna 1        | 15.23 km  | Sébastien Loeb     | 11:55.5 | 76.63 km/h  | Sébastien Loeb                    |
| 3 (3 Abr) | SS17  | 10:16 | Baptism Site 1 | 10.83 km  | Sébastien Loeb     | 5:21.1  | 121.42 km/h | Sébastien Loeb                    |
| 3 (3 Abr) | SS18  | 12:11 | Yakrut 2       | 14.16 km  | Jari-Matti Latvala | 8:21.1  | 101.73 km/h | Sébastien Loeb                    |
| 3 (3 Abr) | SS19  | 12:41 | Bahath 2       | 12.53 km  | Sébastien Loeb     | 9:17.0  | 80.98 km/h  | Sébastien Loeb                    |
| 3 (3 Abr) | SS20  | 13:24 | Shuna 2        | 15.23 km  | Jari-Matti Latvala | 12:00.6 | 76.09 km/h  | Sébastien Loeb                    |
| 3 (3 Abr) | SS21  | 14:07 | Baptism Site 2 | 10.83 km  | Sébastien Ogier    | 5:25.8  | 119.67 km/h | Sébastien Loeb                    |

## Clasificación final
| Pos.     | Piloto               | Copiloto             | Automóvil                | Tiempo    | Diferencia | Puntos  |
| General  | General              | General              | General                  | General   | General    | General |
| -------- | -------------------- | -------------------- | ------------------------ | --------- | ---------- | ------- |
| 1.       | Sébastien Loeb       | Daniel Elena         | Citroën C4 WRC           | 3:51:35.9 | 0.0        | 25      |
| 2.       | Jari-Matti Latvala   | Miikka Anttila       | Ford Focus RS WRC 09     | 3:52:11.7 | 35.8       | 18      |
| 3.       | Petter Solberg       | Phil Mills           | Citroën C4 WRC           | 3:52:47.7 | 1:11.8     | 15      |
| 4.       | Dani Sordo           | Marc Martí           | Citroën C4 WRC           | 3:53:25.2 | 1:49.3     | 12      |
| 5.       | Matthew Wilson       | Scott Martin         | Ford Focus RS WRC 08     | 4:00:00.2 | 8:24.3     | 10      |
| 6.       | Sébastien Ogier      | Julien Ingrassia     | Citroën C4 WRC           | 4:02:02.3 | 10:26.4    | 8       |
| 7.       | Federico Villagra    | Jorge Pérez Companc  | Ford Focus RS WRC 08     | 4:03:03.9 | 11:28.0    | 6       |
| 8.       | Kimi Räikkönen       | Kaj Lindstrom        | Citroën C4 WRC           | 4:04:06.9 | 12:31.0    | 4       |
| 9.       | Henning Solberg      | Ilka Minor           | Ford Focus RS WRC 08     | 4:05:44.5 | 14:08.6    | 2       |
| 10.      | Xavier Pons          | Alex Haro            | Ford Fiesta S2000        | 4:10:09.8 | 18:33.9    | 1       |
| SWRC     |                      |                      |                          |           |            |         |
| 1. (10.) | Xavier Pons          | Alex Haro            | Ford Fiesta S2000        | 4:10:09.8 | 0.0        | 25      |
| 2. (14.) | Eyvind Brynildsen    | Cato Menkerud        | Škoda Fabia S2000        | 4:22:01.8 | 11:52.0    | 18      |
| 3. (16.) | Per-Gunnar Andersson | Jonas Andersson      | Škoda Fabia S2000        | 4:29:07.2 | 18:57.4    | 15      |
| 4. (18.) | Nasser Al-Attiyah    | Giovanni Bernacchini | Škoda Fabia S2000        | 4:31:26.0 | 21:16.2    | 12      |
| 5. (23.) | Patrik Sandell       | Emil Axelsson        | Škoda Fabia S2000        | 4:51:50.0 | 41:40.2    | 10      |
| 6. (25.) | Jari Ketomaa         | Mika Stenberg        | Ford Fiesta S2000        | 5:04:29.3 | 54:19.5    | 8       |
| PWRC     |                      |                      |                          |           |            |         |
| 1. (11.) | Patrik Flodin        | Göran Bergsten       | Subaru Impreza WRX STi   | 4:10:42.9 | 0.0        | 25      |
| 2. (12.) | Armindo Araújo       | Miguel Ramalho       | Mitsubishi Lancer Evo X  | 4:12:39.5 | 1:56.6     | 18      |
| 3. (15.) | Nicholai Georgiou    | Joseph Matar         | Mitsubishi Lancer Evo IX | 4:29:01.3 | 18:18.4    | 15      |
| 4. (17.) | Spyros Pavlides      | Chris Patterson      | Subaru Impreza WRX STi   | 4:29:54.8 | 19:11.9    | 12      |
| 5. (19.) | Amjad Farrah         | Nancy Al-Majali      | Subaru Impreza WRX STi   | 4:33:00.4 | 22:17.5    | 10      |
| 6. (21.) | Wang Rui             | Pan Hongyu           | Subaru Impreza WRX STi   | 4:38:14.8 | 27:31.9    | 8       |
| 7. (24.) | Paulo Nobre          | Edu Paula            | Mitsubishi Lancer Evo X  | 4:55:12.0 | 44:29.1    | 6       |